# 東海道線 (名古屋地区)
本項では、東海旅客鉄道（JR東海）が管轄する東海道線（東海道本線）のうち、名古屋都市圏を含む愛知県豊橋市の豊橋駅から滋賀県米原市の米原駅までの区間の詳細について記述する。

## 概要

東海道本線と競合する名鉄の各路線

この地区の東海道本線は、名古屋都市圏の中心である名古屋市から南北に延びる形で愛知県内を縦貫し、東は同県の三河地方を経て豊橋市へ、西は愛知県の西尾張から岐阜県の岐阜地区・西濃地域を経て滋賀県湖東地域へと伸びている。
豊橋駅 - 名古屋駅 - 岐阜駅間では名古屋鉄道（名鉄）の名古屋本線と競合している。これに対抗するため、特別快速や新快速などの快速列車が多数運転されている。かつてJRの前身である日本国有鉄道（国鉄）の時代の同区間の普通列車は、高度成長時代には基本的に長距離列車優先であったこと、また本数も1時間当たり1 - 2本であったことなどから、地域内の都市間輸送についてはほとんど考慮のないダイヤとなっていた。しかし、国鉄の赤字が膨らむにつれて長距離輸送から都市間輸送に主眼を置くようになり、国鉄分割民営化を経てJR東海の経営となったのを契機に、この区間も大都市近郊型輸送サービスの向上が図られるようになった。

## 東海道本線中京圏の列車の沿革

### 年表

#### 東海道本線開業
- 1886年（明治19年）3月1日 ： 中京圏初の鉄道となる現在の武豊線・東海道本線にあたる武豊駅 - 熱田駅間開業。
- 1887年（明治20年）4月1日 ： 熱田駅 - 大垣駅間が開業。
- 1888年（明治21年）9月1日 ： 大府駅 - 浜松駅間開業。
- 1889年（明治22年）7月1日 ： 関ケ原駅 - 深谷駅（廃線） - 長岡駅（現在の近江長岡駅） - 大津駅（現在の膳所駅）間を最後に、東海道本線の新橋駅 - 神戸駅間が全通。

#### 快速の誕生
- 1896年（明治29年）9月1日 ： 新橋駅 - 神戸駅間に国鉄初の急行列車を設定。急行列車といっても現代のそれと異なり特別料金を徴収しなかったので、これが現代に通ずる「中京圏快速列車」の創始とも見なせる。この列車は名古屋駅 - 岐阜駅間を無停車で走り、同区間を普通列車が約1時間で結んでいたのに対して43分で走破。上りの名古屋駅 - 豊橋駅間でも同列車は熱田駅・大府駅・岡崎駅に停車し、普通列車が約2時間で結んでいたところを1時間48分で走る。
- 1907年（明治40年）3月 ： 1906年に急行料金制度が導入され、その代替として新橋駅 - 下関駅間の普通列車が浜松駅以西にて快速運転を行う。名古屋 - 大阪間の移動に都合の良いダイヤで、前述した名古屋駅 - 岐阜駅間は尾張一宮駅のみ停車で50分で走破。
- 1926年（大正15年）8月15日 ： 東京駅 - 名古屋駅間と名古屋駅 - 神戸駅間に各1往復ずつ、現在の長距離快速列車に相当する「準急列車」を設定。
- 1930年（昭和5年）10月1日 ： 豊橋駅 - 名古屋駅間に3往復の準急列車を新設。最速列車は同区間を熱田駅・刈谷駅・岡崎駅停車で70分で結ぶ。なお、当時の特急列車「富士」は同じ区間を60分、普通列車は約2時間弱で結んでいた。また、名古屋駅 - 大垣駅間にも尾張一宮駅・岐阜駅のみ停車する快速列車が4本新設され、名岐間を30分[1]で結ぶ。なお、この3年前には愛知電気鉄道が神宮前駅 - 吉田駅（現在の豊橋駅）を全通させていた。
- 1934年（昭和9年）12月1日 ： 名古屋駅 - 大垣駅間を走る快速列車3往復に削減され、うち2往復は枇杷島駅と清洲駅にも停車するようになる。しかし、無停車の1往復に関しては名岐間の所要時間は36分になり、停車駅が増えた列車も同区間の所要時間45分を維持。豊橋駅 - 名古屋駅では東京直通の1往復を除いて快速列車は消滅したが、普通列車の所要時間は約90 - 100分とスピードアップしている。
- 1940年（昭和15年）10月1日 ： 戦時体制下となり、豊橋駅 - 名古屋駅間の快速列車1往復と、名古屋駅 - 大垣駅間の快速列車2往復が廃止。
- 1943年（昭和18年）10月1日 ： 最後に残った名古屋駅 - 大垣駅間の快速列車1往復も消滅し、戦前の優等列車は全廃。

#### 戦後の展開
- 1947年（昭和22年）1月4日 - 4月25日 ： 急行列車が全廃されるという事態となり、その代替として主要駅停車の普通列車が東京駅 - 門司駅・博多駅間に1往復ずつ運転される。しかしながら、所要時間は各駅停車の列車とほとんど変わらなかった。
- 1950年（昭和25年）10月1日 ： 豊橋駅 - 名古屋駅間に快速列車5往復、名古屋駅 - 大垣駅間に快速列車8往復が復活（名岐間列車については6月から臨時扱いで6往復運転）。豊橋駅 - 名古屋駅間は当時名鉄特急が80分を要していたところを70分、名古屋駅 - 岐阜駅間は名鉄特急が44分を要していたところを36分と、当時の長距離急行列車と同等の速度で走破。同列車には「快速列車」というテールマークも取り付けられた。
- 1955年（昭和30年）7月20日 ： 東海道本線名古屋地区の電化が完成。80系電車（湘南形電車）が多くの普通列車に使われるようになる。ただし一日の列車のうちほとんどはまだ客車列車のままであった。80系電車による列車は蒸気機関車牽引の快速よりも速く走れることとなったため（名古屋駅 - 岐阜駅間は最速29分と客車急行並みの速度で運転）、豊橋駅 - 名古屋駅 - 大垣駅間の快速はこの時にいったん廃止。武豊線直通も縮小[2][3]。
- 1956年（昭和31年）11月 ： 東海道本線全線電化に伴い電車運転が本格的に始まる。運転本数は毎時1 - 3本[1]。
- 1964年（昭和39年）10月1日 ： 東海道新幹線開業に伴うダイヤ改正。豊橋駅 - 大垣駅・米原駅間での区間運転電車列車が増発され、客車列車はわずかに残るのみとなる[1]。
- 1968年（昭和43年）10月1日 ： 東海道線名古屋地区の普通列車がすべて電車化（客車列車全廃）。朝ラッシュ時8時台の下り列車が5本となるが、それ以外の時間帯は貨物列車が多数運転されていた影響により、大幅な増発とはならなかった[1][3]。
- 1971年（昭和46年）4月26日 ： 快適・高頻度・高速度のサービスを展開する名鉄に客を奪われ続けている事情を鑑み、80系による快速を豊橋駅 - 大垣駅間に3往復、朝上りと夕下りの名古屋駅 - 岐阜駅間に1本ずつ試行的に新設し、名古屋駅 - 岐阜駅間を名鉄特急と同等の26分運転とする[2]。
- 1972年（昭和47年）3月15日 ： 余剰となった急行形車両の153系8両編成（一部クハ165を含む。後に155系・159系も加わる）[注 1]を使用して快速を1日9往復に増発し、日中はほぼ1時間間隔となる[2]。同時に最高速度は110km/hとなり、所要時分は豊橋駅 - 名古屋駅間54 - 55分、名古屋駅 - 岐阜駅間22 - 23分（新幹線開業前の準急「伊吹」と同等の所要時分）と、名岐間では名鉄特急をリードする。しかし運転本数は、日中はパターンダイヤが採用されたものの快速・普通が1時間に各1本ずつのみで、当時豊橋駅基準で特急（料金不要）毎時4本・準急毎時1本の名鉄名古屋本線に対して劣っていた。車両もほぼ全列車が冷房車で運転されていた名鉄特急に比べると国鉄側の冷房装置の設置は進まず、夏季のサービス面でも劣っていた。（→停車駅図1）この改正で、米原駅や大垣駅と東京駅を直接結んでいた昼行普通列車が廃止[4]。
- 1978年（昭和53年）3月25日 ： 113系への置き換え完了により80系電車の運用を終了[3]。
- 1978年（昭和53年）10月2日 ： 快速の停車駅統一[5]。
- 1980年（昭和55年） ： 都市圏の発展による通勤利用者の増加で、名鉄線の混雑や並行道路の渋滞が激化。これを受けて国鉄名古屋鉄道管理局が「PLAN '80」研究会を設置し、いわゆる“汽車ダイヤ”から“国電型ダイヤ”への転換を表明[2]。
- 1982年（昭和57年）5月17日 ： 117系6両編成9本を快速に投入し、“東海ライナー”と命名する。ただし運転本数は快速・普通とも毎時1本と、従来のままだった。
- 1982年（昭和57年）11月15日 ： 153系・155系の運用を終了[3]。
- 1984年（昭和59年）2月1日 ： 貨物列車の減少などにより東海道本線に余裕ができたことから、既存車両の先頭車改造による短編成化、列車の増発を行う。キャッチコピーで「待たせない国電」がアピールされ、大府駅 - 名古屋駅 - 大垣駅間では日中1時間当たり快速1本・普通3本の15分間隔ダイヤとなり、岡崎駅 - 大府駅間で毎時快速1本・普通2本の20分間隔となる[6][7][3]。
- 1985年（昭和60年）3月14日 ： 名古屋駅始発・終着の列車が減少し、多くの列車がスルー運転となる[8]。
- 1986年（昭和61年）7月 : 117系の先頭車増備に伴い、117系の運用を165系が代走。（10月31日まで）
- 1986年（昭和61年）11月1日 ： 「汽車から電車へ」をスローガンとした国鉄最後のダイヤ改正を実施。民営化を前提としたダイヤとなり、快速・普通が増発される。日中時間帯は快速2本（豊橋駅 - 大垣駅間で快速運転の列車が毎時1本、現在の区間快速に相当する岡崎駅 - 大垣駅間で快速運転の列車が毎時1本）・普通4本が運転され、これらを合わせると毎時6本となる。またこの時、“シティライナー”の愛称で211系0番台が2本8両投入されたほか、117系も先頭車を増備して4両編成18本となる[9][2][10]。（→停車駅図2）

#### 分割民営化後
- 1987年（昭和62年）4月1日 ： 国鉄分割民営化により東海旅客鉄道（JR東海）が発足。会社発足時にこの区間を東海道新幹線に次ぐ重要な経営基盤としてサービス向上を図ることとし、名鉄との本格的な競争に入る。
- 1988年（昭和63年）3月13日 ： ダイヤを整理し、岡崎駅 - 大垣駅間で日中1時間当たり快速2本・普通4本とする。日中毎時1本存在した大府駅 - 大垣駅間の普通が岡崎駅まで延長。車両は211系5000番台を新たに投入。名古屋駅 - 岐阜駅間が19分運転となる。また保線作業のため従来毎週水・木曜日の12時前後に行われていた運休が廃止される[11]。名古屋駅 - 大垣駅間に、特急「しらさぎ」用の485系による東海道線名古屋地区初の通勤ライナー「ホームライナーながら」を朝夕2本ずつ設定[12][13][1]。
- 1989年（平成元年）
  - 3月11日 ： 快速列車が、最速達タイプの新快速、従来からの快速（青）、豊橋駅 - 岡崎駅間各駅停車の快速（緑）の3パターンに分けられる。日中には新快速が蒲郡駅（一部岡崎駅） - 大垣駅間で毎時2本（30分間隔）、快速（青）が毎時1本、快速（緑）が毎時1本運転され、これらを合わせると15分間隔となる。また普通も増発され、この改正以降は快速・普通が毎時各4本運転されるようになる[13][14]。快速（青）については、熱田駅を通過に変更した[15]。
  - 7月9日 ： 「世界デザイン博覧会」開催に合わせたダイヤ改正。金山駅に東海道本線のホームが新設され、新快速・快速（青）・快速（緑）全列車の停車駅に加わる。311系を新造して新快速に集中的に投入し、最高速度を120km/hでの運転を開始。新快速の所要時分は岡崎駅 - 名古屋駅間29分、名古屋駅 - 岐阜駅間18分（下り）となる[13]。また早朝・深夜に快速（緑）を設定。名古屋駅以東（以南）では初となるホームライナー「ホームライナー岡崎」を新設[16][17]。
- 1990年（平成2年）3月10日 ： 平日・休日ダイヤ制を導入[1]。朝ラッシュ時と夜間にも快速列車を設定。新快速が豊橋駅 - 大垣駅間に延長され、車両が311系に統一。豊橋駅 - 名古屋駅間が最速49分となる[13]。また快速は米原駅・浜松駅まで運転する列車が増える。ホームライナーの運転区間の東端が蒲郡駅まで延長。武豊線直通列車を普通列車から大府駅 - 名古屋駅間は金山駅のみに停車する快速に変更。快速（緑）も熱田駅通過に変更[注 2][18]。
- 1991年（平成3年）3月16日 ： 土曜日が休日ダイヤとなる。朝ラッシュ時の岐阜駅 - 名古屋駅間に快速が増発され、夜間にも新快速が設定される。豊橋駅 - 名古屋駅間が最速48分に短縮[13]。日中に運転されていた快速（緑）が全区間快速運転の快速（青）に変更されるとともに、岡崎駅 - 大垣駅間の普通が豊橋駅 - 大垣駅間に区間延長される。また大垣駅 - 関ケ原駅間を毎時2本に増発[3]。この改正までに311系の投入が完了し（4両編成×15本）、新快速は311系、快速は117系という棲み分けがなされる[19]。（→停車駅図3）
- 1994年（平成6年）3月16日 ： 日中のすべての新快速が豊橋駅 - 名古屋駅間48分運転となる[13]。
- 1995年（平成7年）10月10日：新所原駅 - 米原駅間がCTC化[20][21]。
- 1996年（平成8年）3月16日 ： 日中の快速列車と普通の接続駅が刈谷駅と岐阜駅に統一[22]。普通の尾張一宮駅待避が無くなり、名岐間は名鉄特急と同等の所要24 - 26分になる。また、この改正で新設された快速「ムーンライトながら」の373系の間合い運用によるホームライナーが新たに設定され、運転区間の東端が豊橋駅まで延長[23]。「ホームライナーながら」は「ホームライナー大垣」に名称変更[12][13]。
- 1997年（平成9年）10月1日 ： 夜20・21時台の名古屋駅発岐阜方面の快速・ホームライナーがあわせて15分の等時隔ダイヤとなる[1]。
- 1999年（平成11年）
  - 6月1日 ： 浜松駅・豊橋駅 - 大垣駅・米原駅間の快速を中心に313系の運用を開始[3]。
  - 12月4日 ： 名古屋駅の新駅ビル「JRセントラルタワーズ」開業を控えたダイヤ改正。313系を快速列車に集中的に投入。朝夕時間帯には特別快速が新設され、この時間帯の快速は新快速に変更。特別快速の一部は飯田線へ直通運転し、豊川・新城方面から名古屋への輸送改善を図る。このほか特別快速に続行して、キハ75形による武豊線直通の区間快速を新設し、名鉄河和線とも競争に入る。新たに幸田駅が快速列車（新快速と快速の一部）停車駅に追加。313系の高出力と120km/h定速度制御機能を活用することで、東海道本線内の所要時分も最短で豊橋駅 - 名古屋駅間47分（表定速度92km/h）、名古屋駅 - 岐阜駅間17分45秒（表定速度102km/h）に短縮。その一方で岐阜駅 - 大垣駅間は快速列車も全種別各駅に停車となり、日中の普通は岐阜駅で折り返しとなる。日中の大垣駅 - 米原駅間は60分間隔から30分間隔に増発されたが、この区間内の折り返し運転となる。また豊橋駅より浜松方面への直通列車は普通が主体となり、快速の直通は大幅に減少。113系は京阪神直通列車を除き名古屋地区での運用が終了となる[13][24][3]。（→停車駅図4）
- 2001年（平成13年）10月1日 ： 特別快速が朝ラッシュ時に増発。日中の新快速を毎時1本浜松駅まで延長。豊橋駅構内でポイント制限を受けない列車の所要時分が豊橋駅 - 名古屋駅間最速45分（特別快速、表定速度97km/h）に短縮。311系が特別快速の運用から撤退。夜間のホームライナーが1時間間隔の運転となる[12][13][25]。
- 2006年（平成18年）10月1日 ： 313系5000番台を投入して、データイムの快速列車の4両編成から6両編成（ラッシュ時8両編成）への増強、朝の豊橋発の名古屋方面への快速列車の8分間隔での運転、車両の増結や夕ラッシュ時間帯の快速列車の10分間隔化、武豊線直通列車の増発、ホームライナーの見直しなどが実施される。特別快速の飯田線直通および日中の新快速の浜松駅直通は廃止、日中の岡崎駅 - 大府駅間の普通は毎時4本から3本に削減。車両は快速系列車が5000番台を主とした313系に、普通も3扉クロスシート車の313系・311系・211系0番台（120km/h対応済）にほぼ統一され、211系5000番台は静岡地区へと移される[13][26][27]。
- 2008年（平成20年）3月15日 ： 朝夕に快速列車を増発。
- 2009年（平成21年）3月14日 ： 「ムーンライトながら」の臨時列車化に伴い、早朝・深夜の快速列車を増発[13]。
- 2010年（平成22年）3月13日 ： 運転時間・停車時間の見直しが行われる。日中の新快速は名古屋駅 - 豊橋駅間の所要時間が47分から50分となり、上りの大半の快速列車の岐阜駅→名古屋駅間の所要時間が18分から20分に拡大。この影響でデータイムの下り普通は西小坂井駅で快速列車を待避するようになる。
- 2013年（平成25年）3月16日 ： 117系の運用を終了[28]。ラッシュ時に快速列車を増発。一方でホームライナーは名古屋駅以東での設定が廃止、土休日は全列車運休となる[29]。（→停車駅図5）
- 2015年（平成27年）
  - 3月1日：武豊線電化[30]により、同線直通列車及び名古屋駅発大府駅行の最終列車を気動車から電車に変更。
  - 3月14日：朝及び夜間に名古屋駅 - 大垣駅間で列車を増発。朝・深夜に武豊線直通列車の運転範囲を大垣駅まで拡大[31][32]。
- 2016年（平成28年）3月28日 ： ホームライナーの運転区間を名古屋駅 - 大垣駅間に短縮。JR西日本からの直通普通列車が廃止され、米原駅で系統分割される。[33]
- 2018年（平成30年）3月17日 ： 駅ナンバリング及びラインカラーを導入。路線コードは「CA」、ラインカラーはオレンジ。熱海駅からの連番であるため、本記事で扱う区間はCA42（豊橋駅）から[34]。武豊線から直通の快速が区間快速に変更[35]。
- 2021年（令和3年）1月22日：「ムーンライトながら」の運転終了を発表[36]。2020年3月29日の大垣発が最後の運転となった[37]。
- 2022年（令和4年）3月12日：平日朝に設定されていた中央線との直通運転を終了。上り「ホームライナー大垣」を稲沢線経由とし、先発した本線経由の普通列車を追い抜くダイヤに変更（実際の変更開始は14日から）。
- 2025年（令和7年）3月15日：豊橋駅の改良工事に伴い運行形態を見直し。静岡地区 - 名古屋方面間を直通する列車が11本から3本（上り2本、下り1本）へ減少し普通列車に関しては全列車が豊橋駅での乗り換えが必要になる。

### 停車駅の変遷
（1） 1972年3月15日改正時
快速列車を毎時1本運転開始。

（2） 1986年11月1日改正時
国鉄最後の大規模改正。快速列車が2パターン化。

（3） 1991年3月16日改正時
1989年3月に新快速が設定され、翌年に豊橋駅 - 大垣駅での運転となる。

（4） 1999年12月4日改正時
特別快速、武豊線直通の区間快速設定。

（5） 現行ダイヤ

## 運行形態
以下に、豊橋駅 - 米原駅間における2016年3月26日ダイヤ改正時点の運転形態の詳細を記す。
| 種別＼駅名   | 豊橋 | …   | 岡  | 崎  | …   | 大  | 府  | …   | 名  | 古  | 屋    | …     | 岐    | 阜        | …         | 大        | 垣        | …         | 米原      |
| ------------ | ---- | --- | --- | --- | --- | --- | --- | --- | --- | --- | ----- | ----- | ----- | --------- | --------- | --------- | --------- | --------- | --------- |
| 新快速       | 2本  | 2本 | 2本 | 2本 | 2本 | 2本 | 2本 | 2本 | 2本 | 2本 | 2本   | 2本   | 2本   | 2本       | 2本       | 2本       |           |           |           |
| 快速         | 2本  | 2本 | 2本 | 2本 | 2本 | 2本 | 2本 | 2本 | 2本 | 2本 | 2本   | 2本   | 2本   | 2本       | 2本       | 2本       |           |           |           |
| 普通         | 2本  | 2本 | 2本 | 2本 | 2本 | 2本 | 2本 | 2本 | 2本 | 2本 | 2本   | 2本   | 2本   |           |           |           |           |           |           |
| 普通         |      |     | 1本 |     |     |     |     |     |     |     |       |       |       |           |           |           |           |           |           |
| 普通         |      |     |     |     |     | 1本 |     |     |     |     |       |       |       |           |           |           |           |           |           |
| 普通         |      |     |     |     |     |     |     |     |     |     |       |       |       |           |           | 2本       |           |           |           |
| 特急しらさぎ |      |     |     |     |     |     |     |     |     |     | 0.5本 | 0.5本 | 0.5本 | 0.5本     | 0.5本     | 0.5本     | 0.5本     | 0.5本     | 0.5本     |
| 特急ひだ     |      |     |     |     |     |     |     |     |     |     | 0.5本 | 0.5本 | 0.5本 | →高山本線 | →高山本線 | →高山本線 | →高山本線 | →高山本線 | →高山本線 |

名古屋を中心とした豊橋駅 - 大垣駅間では、一部の駅にのみ停車する快速列車と各駅に停車する普通が運転されており、これらによるパターンダイヤが形成されている。快速列車は1999年12月4日の改正時に特別快速・新快速・快速・区間快速の4種別に分けられ、この改正時のダイヤが現行ダイヤの基礎となっている。このほかに名古屋駅以西（岐阜側）では特急列車も運転されている。
日中は15分サイクルのダイヤで、新快速・快速がそれぞれ1時間に2本ずつ計4本と、普通が1時間に4本が運転されており、下り（岐阜・大垣方面）快速列車は名古屋駅を毎時0・15・30・45分に発車する。時間帯に関わらず、普通列車については早朝と夕方から夜間のごく一部を除き4両の短編成が主体である。朝夕時間帯には快速列車の最速達種別である特別快速と、武豊線直通の区間快速が運転される。各快速種別の名古屋駅以東の停車駅数の違いは1 - 2駅程度である。早朝・深夜には途中駅で種別が変わる列車もある。快速運転が行われる区間は豊橋駅 - 岐阜駅間となっており、岐阜駅 - 大垣駅 - 米原駅間は快速列車も全種別各駅に停車する。なお岐阜駅 - 大垣駅間では原則として新快速・快速・区間快速・特別快速のみの運転で、朝晩に一部の普通が運転されるのみとなっている。
岡崎駅・刈谷駅・名古屋駅・岐阜駅では快速列車と普通との緩急接続が行われる。朝や夕方・夜間は蒲郡駅・尾張一宮駅で行われることもある。
大垣駅 - 米原駅間では、日中は普通のみの折り返し運転であり、大垣駅で快速列車に接続する。朝夕夜は垂井町・関ケ原町・米原市からの岐阜・名古屋方面への通勤流動を考慮して、名古屋方面の快速列車の直通があり、土曜・休日は、買い物客や近畿・東海の相互移動（例：名古屋駅や岐阜駅などから大津駅や京都駅・大阪駅など）を考慮して平日よりも直通運転の時間帯が長くなっている。また、米原駅ではJR西日本の東海道線京阪神方面（琵琶湖線・JR京都線・JR神戸線）の新快速や普通と接続が図られている。
静岡地区の浜松方面とは基本的に豊橋駅で系統分割されている。豊橋駅での名古屋方面と浜松方面の列車との接続は、両者の運転間隔が異なり、待ち時間の長さにはばらつきがある。朝晩には一部の列車が浜松駅まで直通運転する。浜松駅より掛川・静岡方面と豊橋駅より名古屋方面間を直通する列車もあったが2025年3月のダイヤ改正で消滅した（後述）。

### 優等列車・長距離列車
昼行の特急列車（優等列車）は、名古屋駅以西（岐阜側）では岐阜駅から高山本線に直通する「ひだ」が10往復、米原駅から北陸本線に直通する「しらさぎ」が8往復が運転されている。なお「ひだ」のうち1往復は岐阜駅で名古屋駅発着列車と大阪駅発着列車の分割・併合を行う。名古屋駅発着の「しらさぎ」「ひだ」は米原駅と岐阜駅でそれぞれスイッチバックを行うため、北陸本線内や高山本線内とは進行方向が逆になる。名古屋駅以東（豊橋側）では通常は運転されていないが、臨時特急・急行が運転される場合、列車は特別快速の停車駅に停車することがある。過去に豊橋駅発着の飯田線特急「伊那路」の大垣駅臨時延長運転に際しては、豊橋駅 - 名古屋駅間は特別快速の停車駅に停車し、名古屋駅 - 大垣駅間は定期運転の特急「しらさぎ」の停車駅に準じて停車していた。
夜行列車は現在、寝台特急「サンライズ出雲・瀬戸」が1往復運転されているが、豊橋駅 - 米原駅間に停車駅は設けられていない。かつては豊橋駅・名古屋駅・岐阜駅に停車する寝台特急も運転されていたが、2009年3月19日のダイヤ改正で廃止された「富士・はやぶさ」以降、設定されていない。また臨時列車として東京駅 - 大垣駅間の快速「ムーンライトながら」が学校の長期休業期間や大型連休を中心に運転されていたが、2020年3月29日の大垣発を最後に運転がなくなり、2021年1月22日に運転終了が発表された。「ムーンライトながら」は、2009年3月13日（始発駅基準）までは定期列車として運転されていた。

### ホームライナー

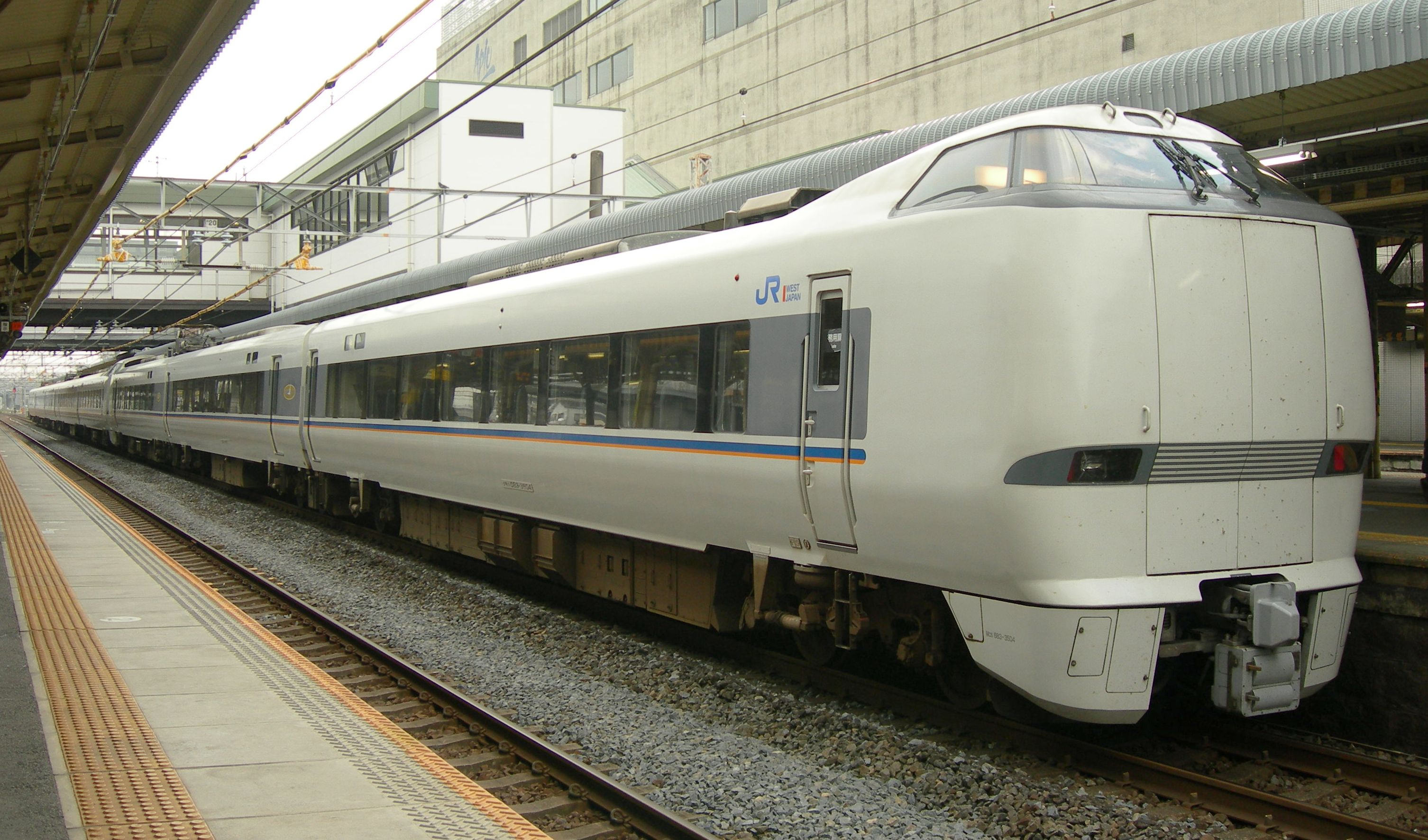
683系2000番台電車による「ホームライナー大垣」

ホームライナーは朝・夜間ラッシュ時に運転される座席指定制の列車である。1988年（昭和63年）3月のダイヤ改正で名古屋駅 - 大垣駅間に設定された「ホームライナーながら」が東海道線名古屋地区におけるホームライナーの始祖である。その後1989年3月11日には名古屋駅以東（以南）でも運転が開始され、2003年10月1日改正時点では平日ダイヤで朝5本・夜7本の設定があり岡崎駅・豊橋駅発着列車も運転されていた。2008年より本数は減少傾向となり、2013年3月16日から名古屋駅 - 豊橋駅間での設定が廃止され、残った列車も平日のみの運転となった。2016年3月25日を最後に関ケ原行きの1・3号は大垣まで運転区間を短縮し「ホームライナー関ヶ原」の愛称は消滅した。
現行ダイヤでは、朝時間帯に大垣発名古屋行きの「ホームライナー大垣」2号・4号、夜時間帯に名古屋発大垣行きの「ホームライナー大垣」1号・3号の計4本の運転となっている。停車駅は日中の快速停車駅から西岐阜駅を除いたものである。2013年3月15日まで運転された豊橋駅 - 名古屋駅間では日中の新快速とほぼ同じ停車駅であった。
車両は特急「しらさぎ」で運用されている西日本旅客鉄道（JR西日本）吹田総合車両所京都支所所属の681系・683系が充当されている。同車両ではグリーン車が設定されており、乗車整理券の代わりにグリーン券を購入することで利用可能とされている。かつては485系電車・キハ85系気動車・373系電車も使用されていた。

### 特別快速
1999年12月4日のダイヤ改正で、後述の新快速よりも停車駅の少ない列車種別として新設された。種別カラーは黄色。新快速との違いは大府駅を通過する点である。基本的に、武豊線直通の区間快速（後述）とセットで運転され、区間快速の停車する大府駅と共和駅を通過とすることで遠近分離が図られている。
ラッシュ時を中心に運転されるが、平日ダイヤと土休日ダイヤとで運転時間帯がやや異なる。1時間の本数は平日朝下り方面は3 - 4本、平日夜上り方面は2 - 3本（新快速とあわせて10 - 15分間隔）、平日夜の下り方面は2本（新快速・快速とあわせて10 - 15分間隔）、休日の朝夕夜はおおむね2本（新快速とあわせて15分間隔）の運転である。運転区間は大垣駅 - 豊橋駅間を基本とするが、米原駅や浜松駅まで運転される列車もある。なお平日朝の下りのうち2本は幸田駅にも停車する。2006年10月1日の改正までは飯田線の新城駅や本長篠駅まで運転されていた列車もあり、下り（豊川・新城方面）列車は飯田線内では船町駅と下地駅を通過し、小坂井駅から終着駅までは各駅に停車していた。上り（豊橋・名古屋方面）は小坂井駅も通過していた。
車両は原則として313系（0番台、1000番台、1100番台、5000番台）が使用されるが、ラッシュ時間帯に315系（3000番台）が使われることもある。6両または8両編成での運転を基本とするが2016年3月26日のダイヤ改正で新快速や快速も含め8両編成で運転される快速系列車が大幅に増加した。

### 新快速
通常の「快速」よりも速達タイプの列車として民営化後の1989年3月11日に新設された列車種別である。種別カラーはオレンジ。基本的な快速との違いは共和駅と稲沢駅を通過する点である。
設定初期は日中のみの設定で蒲郡駅・岡崎駅 - 大垣駅間のみでの運転であったが、1990年3月10日に豊橋駅 - 大垣駅間に拡大され、岐阜駅 - 大垣駅間は途中無停車（現在は停車駅である西岐阜駅・穂積駅を当時は通過）であり名古屋駅 - 大垣駅間は特急「しらさぎ」と同一の停車駅だった。
1999年12月4日の改正以降は、現行ダイヤに至るまでほぼ終日にわたって運転されている。基本的に1時間に2本の運転で、日中は快速と交互に、朝夕夜は特別快速と交互に運転される。運転区間は特別快速とほぼ同じである。なお平日夕方以降を中心に幸田駅・三河三谷駅に停車する列車がある。土休日は三河大塚駅に停車する列車もある。2001年10月1日から2006年9月30日までは日中も1時間に1本が浜松駅まで直通していた。
車両は313系の登場以前は311系が新快速専用車両として使用されていたが、現在は原則として313系（0番台、1000番台、1100番台、5000番台）が使用され、ラッシュ時間帯に315系（3000番台）が使われることもある。従来は、平日の日中は6両編成が基本で、平日朝ラッシュと夕ラッシュおよび土休日の日中の一部列車は8両編成で運転されていたが、2016年3月26日のダイヤ改正で（特別快速や快速も含め）8両編成で運転される列車が大幅に増加し、昼間時も含め大半の列車が8両編成で運転される。

### 快速
主要駅にのみ停車する。種別カラーは青。
現在運転されている快速は1971年に設定された列車が起源であり、1972年3月改正時点では豊橋駅以東の各駅・蒲郡駅・岡崎駅・安城駅・刈谷駅・大府駅・名古屋駅・尾張一宮駅・岐阜駅・大垣駅以西の各駅に全列車が、三河三谷駅・共和駅・熱田駅・稲沢駅・穂積駅に一部の列車が停車していた。その後1978年10月改正で停車駅が統一され、前述のすべての駅に全列車が停車するようになった。1986年11月に現在の区間快速に相当する列車（後述）が登場すると、豊橋駅 - 大垣駅間快速運転の列車は稲沢駅通過となったが、1989年3月からは逆に豊橋駅 - 大垣駅間快速運転の快速（青）の一部列車（毎時1本）のみが稲沢駅に停車するようになった。東海道線金山駅開業に伴い、停車駅に金山駅が追加され、熱田駅が停車駅から削除された。また1999年12月3日までは毎時1本が浜松駅まで直通していた。
1999年12月4日の改正で新たに西岐阜駅にも停車するようになり、この改正以降は現行ダイヤに至るまで主に日中に1時間に2本設定されており、三河三谷駅停車列車と幸田駅停車列車が交互に運転されている。また夜間の上りや平日の朝ラッシュ時の一部にも運転される。なお2020年3月14日の改正から平日夕方下りの1本のみ、新快速と同様、三河三谷駅と幸田駅を同時停車するダイヤとなった。浜松駅に直通する列車は、2017年3月4日の改正で土休日夜間に上り1本のみ設定され、17年3か月ぶりに復活した。平日ラッシュ時には、日中の快速が通過する稲沢駅に停車する列車もあり、夜下り方面（名古屋発18時・19時台）は、この稲沢駅停車の快速（金山発米原行き）と新快速・特別快速の3種別であわせて10分間隔となっている。2013年3月15日までは朝の上り列車にも金山行きの列車があった。
特別快速・新快速と同様に313系（0番台、1000番台、1100番台、5000番台）が使われ、6両または8両編成で運転されるが2016年3月26日のダイヤ改正で多くの列車が8両編成化された。なお平日のみ下り大府発岐阜行（名古屋からは普通）と上り大垣発岡崎行（名古屋からは普通）の2本は4両編成で運行され、どちらも315系（3000番台）が使われる。
かつて朝には1999年12月4日改正より設定された武豊線武豊駅から名古屋駅までの直通列車があり、武豊線内でも快速運転を行っていたが、平日の運転は2015年3月改正、土休日の運転は2018年3月改正で終了した。武豊線直通の“快速”は1990年3月から1999年12月改正までも存在したが、こちらは武豊線内では各駅停車、東海道線内は大府駅 - 金山駅間無停車であった。
なお1950年代に設定されていた蒸気機関車牽引の快速列車は、現行の停車駅と比較すると、三河三谷駅・幸田駅・安城駅・共和駅を全列車が通過（共和駅は普通列車も一部が通過）、大府駅・稲沢駅・穂積駅は一部のみ停車、逆に現在は普通のみが停車する熱田駅と木曽川駅に全列車が停車していた。

### 区間快速
区間快速は、東海道本線内のみの列車と、武豊線直通の列車とが存在する。種別カラーは緑。
東海道本線内完結運転の列車は朝と深夜のみで、岡崎駅 - 名古屋駅 - 岐阜駅間では快速停車駅（稲沢駅を除く）に、浜松駅 - 岡崎駅間および岐阜駅 - 米原駅間では各駅に停車する。この停車パターンを持つ列車は1986年11月1日の国鉄最後のダイヤ改正から登場したが、1999年12月4日のダイヤ改正以前は単に「快速」と名乗っていた。前述の快速が青の種別幕を使用していたのに対し、この快速は緑の種別幕を使用して区別しており、“グリーン快速”と呼ばれていた。登場から1991年3月16日改正までは日中にも毎時1本運転されていたが、その後は朝夕夜のみの運転となった。豊橋駅 - 岡崎駅間では、夜間に普通に代わってこの区間快速が運転されている。2006年10月1日改正までは平日朝の下りに大高駅・笠寺駅にも停車する列車や、下りのみ早朝に静岡駅を発車して、共和駅まで各駅に停車する列車があった。
車両は特別快速・新快速・快速と同様に313系5000番台（一部の列車は0・1000・1100番台）が使われる。
武豊線直通の区間快速は、1999年12月4日のダイヤ改正から特別快速の運転時間帯に名古屋駅 - 大府駅間で設定された。これには、武豊線各駅から名古屋方面へ向かう乗客の利便性を高めるだけでなく、特別快速が通過する大府駅・共和駅を補完する役割がある。おおむね1時間に2本の運転である。なお、武豊線内では各駅に停車する。2018年3月11日まで武豊線内でワンマン運転を行う区間快速があった。この武豊線直通列車は基本的に311系または313系（0・1000・1100番台）の4両編成で運転されていたが、2024年3月のダイヤ改正からは315系3000番台で運転されている。1999年以降は武豊線内において6両以上で運転されることはない。

### 普通
各駅に停車する種別である。
日中時間帯は1時間に4本運行されている。ただし、豊橋駅 - 岡崎駅 - 大府駅間では運行間隔が広がる。また、大垣駅 - 米原駅間ではこの区間を往復する系統が1時間に2本運転されている。岐阜駅 - 大垣駅間では大半の時間帯で快速列車が各駅停車の役割を担っており、普通列車は早朝・深夜（始発・最終付近）のみの運行となっているが1999年12月3日までは同区間でも普通列車の設定が毎時4本あった。
一部の列車は静岡地区の浜松駅まで乗り入れるほか、浜松駅以東から直通する列車が、静岡駅から朝1本・菊川駅から朝1本・掛川駅発着の朝昼各1本存在したが、2024年のダイヤ改正で掛川駅発着の列車、2025年3月15日のダイヤ改正で静岡駅、菊川駅発の列車は消滅した。2015年3月14日のダイヤ改正以降は、大垣駅を8両編成で出発し、大府駅で浜松行き（前4両）と武豊線直通（後4両）に分割する列車が平日のみ設定され2023年3月18日のダイヤ改正で土休日にも設定されたが、2025年3月15日のダイヤ改正で浜松行きは豊橋行きに変更されている。なお豊橋行きは313系4両（0番台、1000番台、1100番台）、武豊行きは神領車両区の315系3000番台が使用され異なる車両区の併結運用が見られる。
1999年12月3日まではJR東海の東海道本線全区間を走破する米原発熱海行きが1本、2010年3月12日までは夜間に岐阜発静岡行きが1本設定されていた。また、大垣駅 - 米原駅間では2016年3月26日のダイヤ改正までJR西日本京都・大阪方面との直通列車が早朝（大垣発）と深夜（大垣行き）各3本設定されていた。それらの列車には、2004年10月16日からJR西日本所有の221系・223系、そして2010年12月1日からは225系（223系と共通運用）が使用され、同区間では4両編成または6両編成で運転されていた。
2006年9月30日までは名古屋発岡崎行きの上り始発列車（平日のみ運転）が大府駅 - 岡崎駅間で刈谷駅・安城駅のみ停車し、新快速・快速と同じ停車駅であったが、普通列車として扱われていた。翌10月1日の改正で毎日運転の各駅停車となり、豊橋行きに延長された。
武豊線との直通列車が朝と深夜に平日上り2本（大垣発と名古屋発が各1本、先述の通り大垣発は大府まで浜松行きと併結）・下り3本（岐阜行き3本、うち1本は名古屋駅まで区間快速）、土休日下り2本（岐阜行き2本）存在する（2015年3月14日現在）。2013年3月15日までは美濃赤坂線美濃赤坂駅への直通列車、2022年3月12日までは中央線との直通列車があった。

名古屋駅 - 岐阜駅間は名鉄名古屋本線のミュースカイおよび快速特急・特急より停車駅が多いものの、所要時間ではほぼ互角でこちらが短いことも多い。下り列車では豊橋駅にて快速列車の4分前に発車した場合は、西隣の西小坂井駅で通過待ちを行う。
4両編成での運転が主体だが、ラッシュ時には6・8両編成の運転もある。2013年3月15日までは早朝・深夜に2両編成の列車も存在していた。

## 使用車両
本節では普通や一般の快速列車の使用車両について記述する。ホームライナーの使用車両については上記を、優等列車（しらさぎ、ひだ、サンライズ出雲・サンライズ瀬戸）の使用車両については各列車の項目を参照のこと。「ムーンライトながら」の臨時列車化後における名古屋地区での東海道本線の定期普通・快速列車の最大編成は8両である（2022年3月まではラッシュ時に中央本線で10両編成が見られた。なお、寝台特急「サンライズ出雲・サンライズ瀬戸」は14両、繁忙期の特急「ひだ」は最大10両、特急「しらさぎ」は東海道本線内は通年6両である）。9両編成以上の定期普通・快速列車は存在しないものの、かつて東京駅 - 名古屋駅・大阪駅および九州方面を結ぶ急行・準急列車などの長距離列車、大垣夜行や後身の「ムーンライトながら」が停車していた名残でほとんどの駅においてホーム長は少なくとも11両分が確保されている。2022年3月のダイヤ改正以降、武豊線に直通しない東海道本線のみで完結する列車は4両編成での運転はごく僅かとなっており、基本的に6両または8両で運転されている。
なお、以下に示す車両は「気動車」と記されているもの以外はすべて電車である。

### 現在の車両
313系
1999年7月から4両編成の0番台と2両編成の300番台が運用を開始し、2006年には乗り心地を改善した5000番台（6両編成）が、2010年には1100番台（4両編成）が登場した。各種快速列車や普通に使用されている。5000番台を除いて311系との併結運用がある。従来の大垣車両区所属の車両のほか、2015年3月以降は武豊線直通列車を中心に神領車両区所属の車両も使用されている。一部の車両はワンマン運転に対応しているが、東海道線内では車掌も乗務する。2022年3月以降は神領車両区から転入してきた3両編成（1500・1600・1700番台）も使用されているが、東海道線内では単独運用は行わず2編成併結の6両編成として使用される。

315系
2024年3月から4両編成の3000番台が武豊線直通の区間快速列車を中心に大府駅 - 大垣駅間で運用を開始した。2025年3月15日から大垣駅 - 米原駅間での運用を開始したほか、同年7月1日から豊橋駅 - 大府駅間での運用も開始した。また、2027年3月より大垣駅 - 米原駅間で本形式を用いたワンマン運転を開始する予定である。

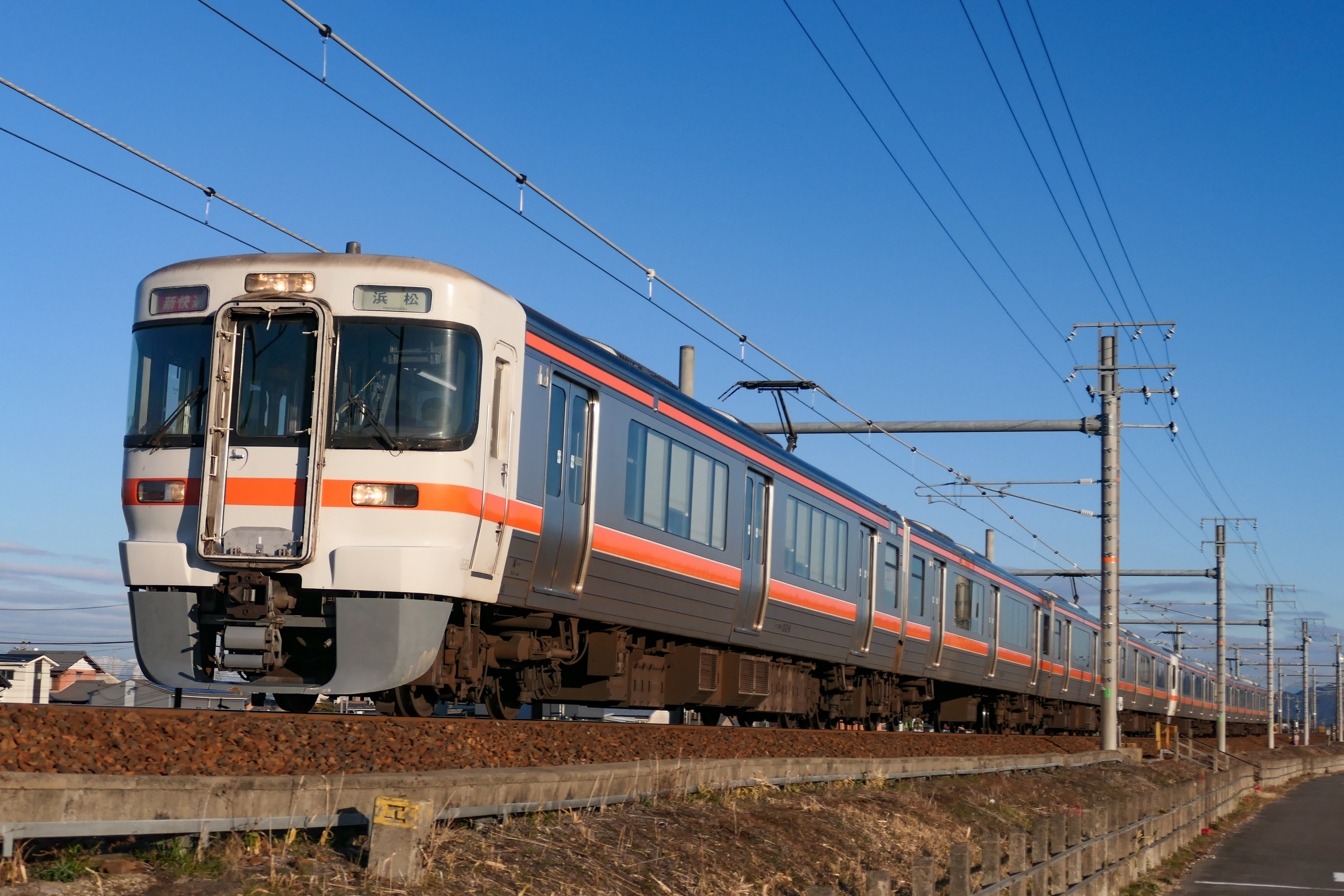
313系

### 過去の車両

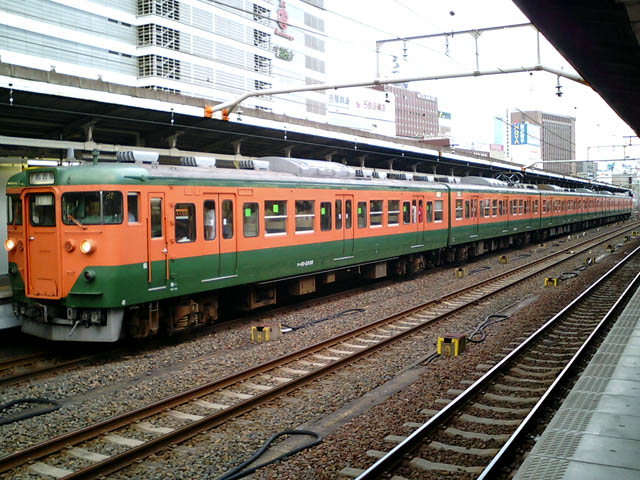
113系
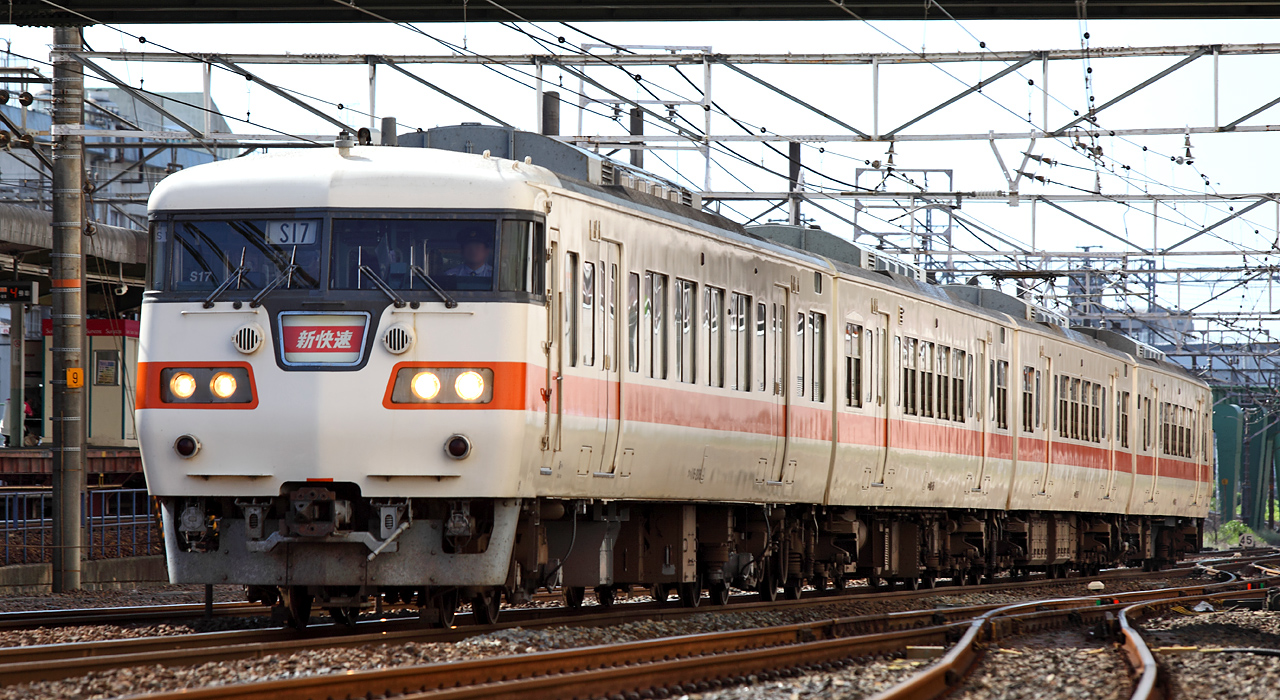
117系
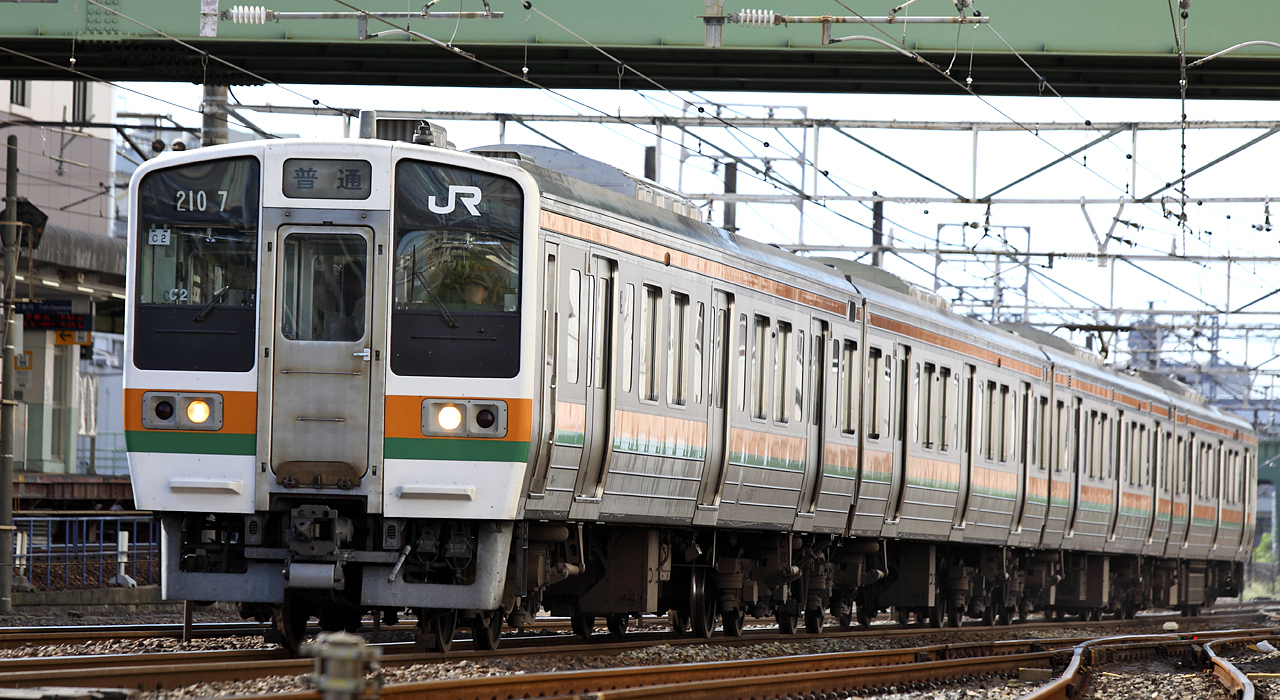
211系
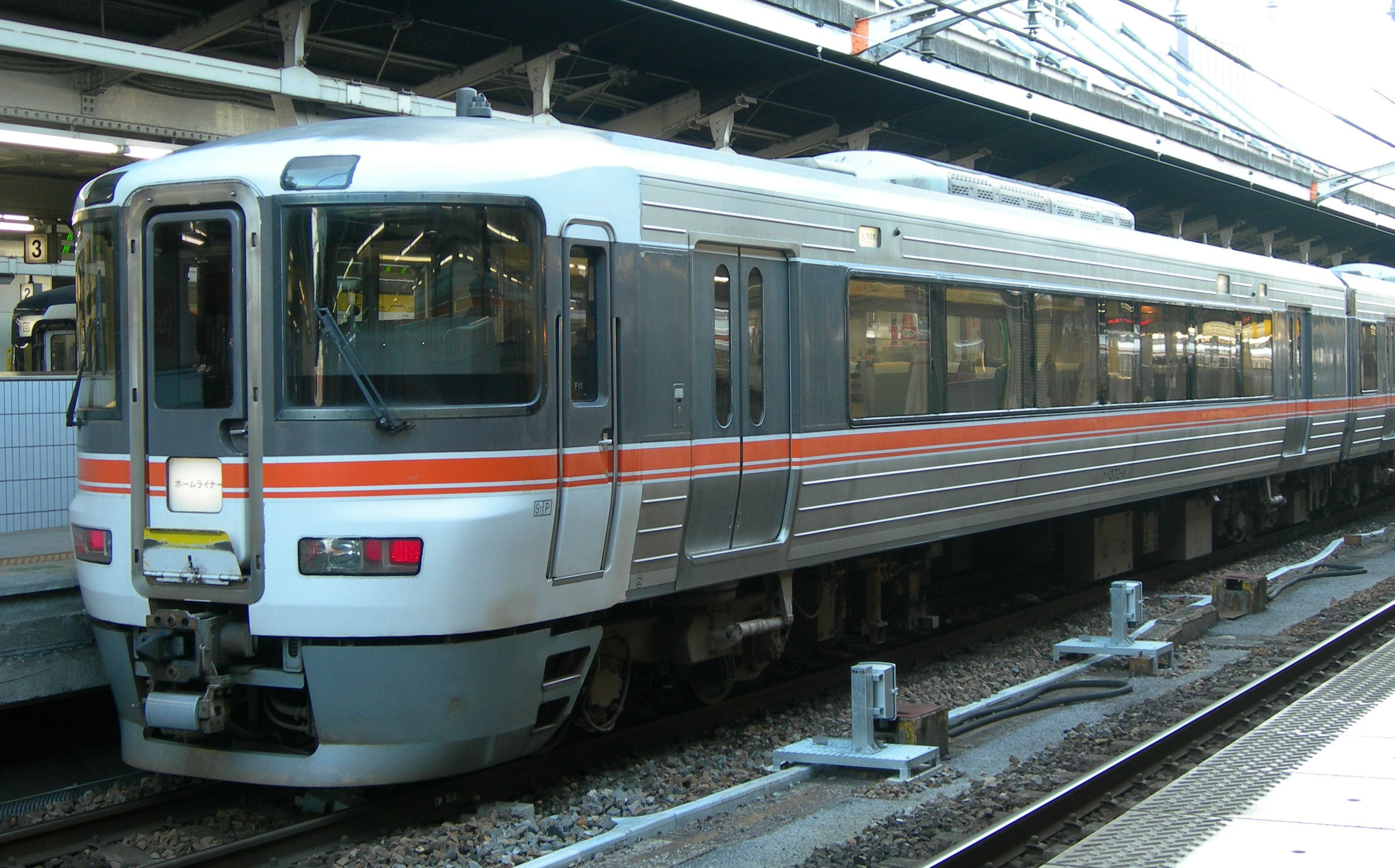
373系
キハ75形気動車
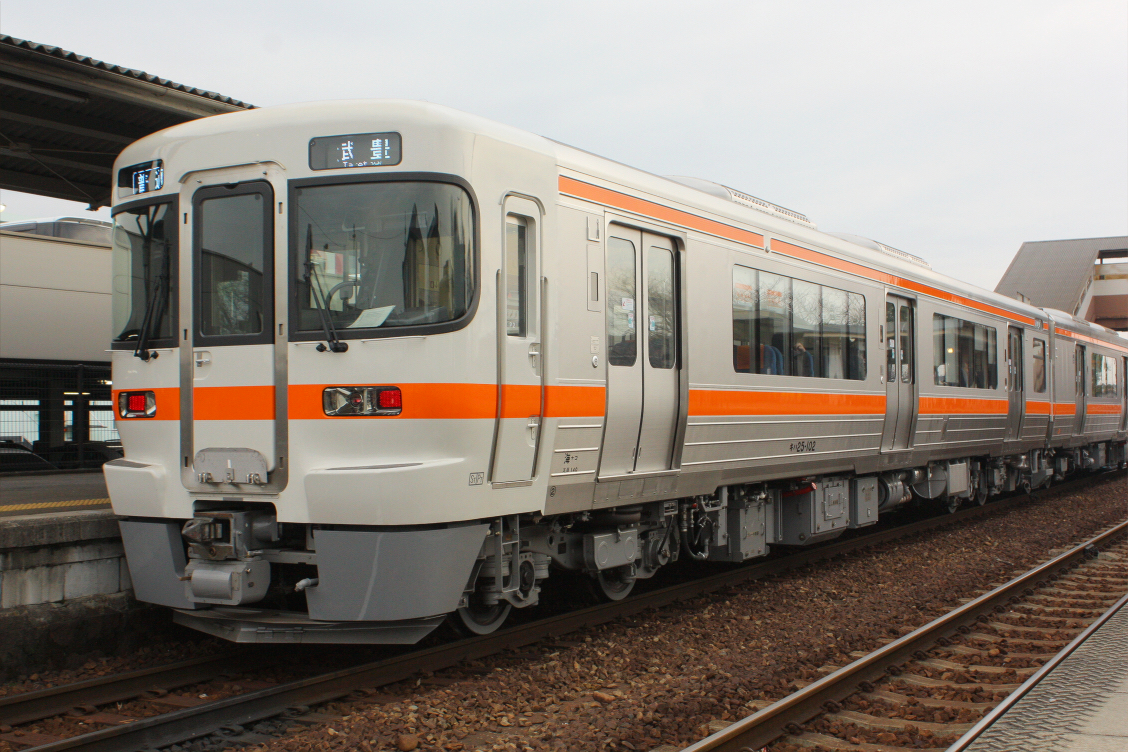
キハ25形気動車
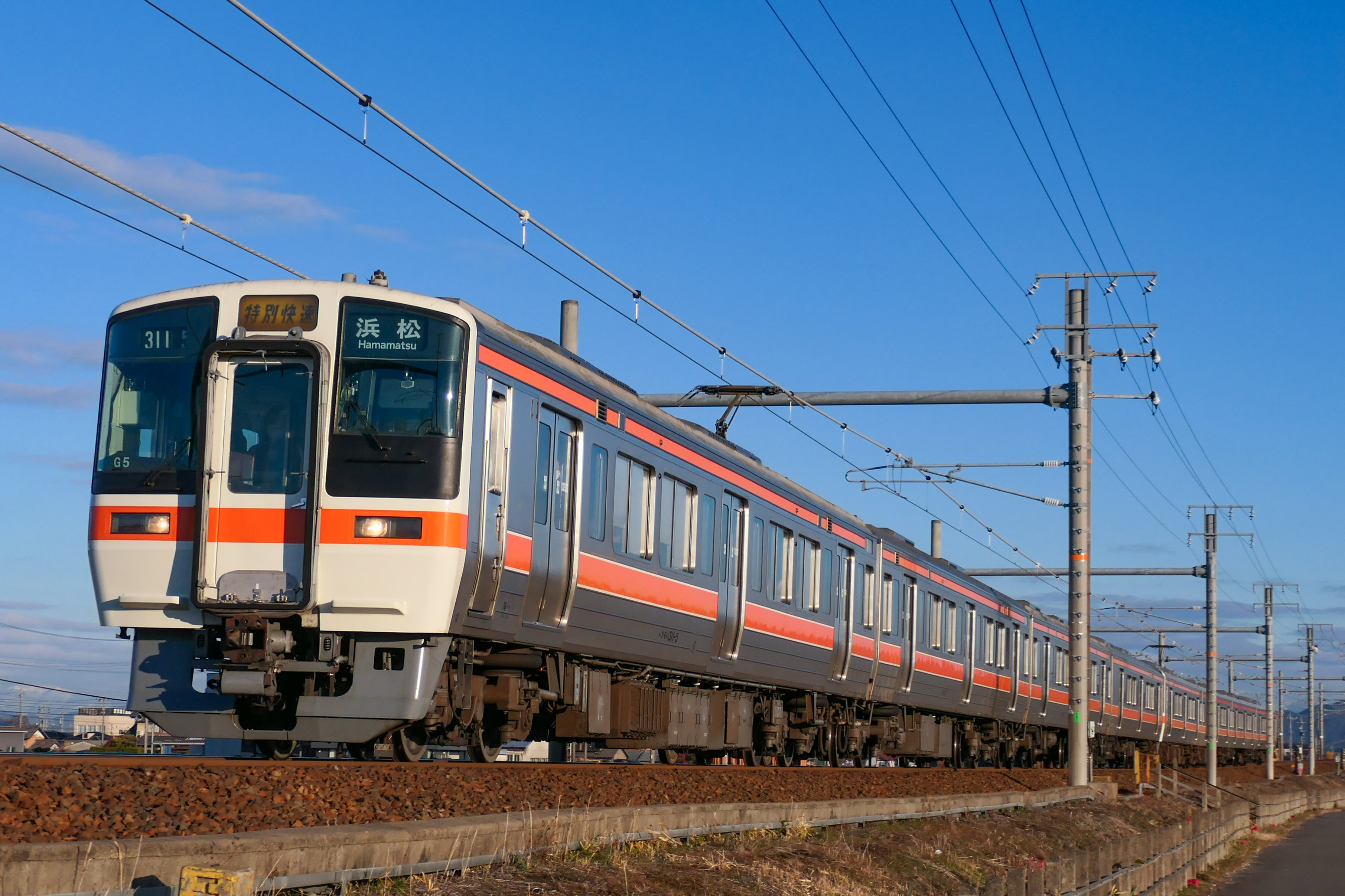
311系

本節ではJR発足後まで使用された車両のみ記述する。
113系
1999年12月改正まで、普通と一部の快速に使用され、静岡運転所（現・静岡車両区）所属の車両も乗り入れていた。1999年12月改正以降は313系による置き換えで豊橋駅 - 大垣駅間からの運用から撤退した。これにより豊橋駅 - 米原駅間ではJR東海所属の113系の運用がなくなり、JR西日本網干総合車両所所属車が大阪・姫路方面からの直通列車として大垣駅 - 米原駅間で使用されるだけとなったが、これも2004年10月のダイヤ改正で西日本管内の113系が琵琶湖線・JR京都線・JR神戸線（米原駅 - 姫路駅間）の運用から撤退したことに伴い、221系電車、223系電車に置き換えられた。

117系
快速列車用として国鉄時代の1982年7月に投入され、1999年12月改正前までは快速に広く使用されていた。2012年の時点では岡崎駅 - 米原駅間で、大垣駅 - 米原駅間の普通やラッシュ時の一部の新快速・快速で運用されていた。その後2010年7月から313系4次車の投入に伴い置き換えが開始され、2013年3月15日で運用を終了した。

165系
1996年3月改正まで、朝に大垣駅 - 米原駅間での運用が1往復設定されていた。これは大垣夜行（のちの「ムーンライトながら」）の間合運用としてである。また「ムーンライトながら」登場後も最繁忙期を中心に臨時の大垣夜行として運用された。

211系
国鉄最末期の1986年11月にトイレ付・セミクロスシートの0番台が投入され主に普通列車に使用された。311系や313系0番台と併結していたが、2011年4月時点では4両編成の単独運用のみとなり、同年9月に神領車両区に転出した。また、1988年からはトイレなし・ロングシートの5000番台が運用されていたが、2006年10月改正後、静岡車両区に転属した。神領車両区の211系は基本的に中央本線専用のため東海道本線には乗り入れなかったが、武豊線での臨時列車に使われる場合に送り込みの回送列車で走行することがあった。

213系
1999年12月までは大垣電車区（現在の大垣車両区）に配置され、東海道本線の普通にも使用されていた。その後神領車両区の配置となり、2011年時点では平日の朝にのみ、2+2+2の6両編成で名古屋駅 - 岐阜駅間の快速運用が1往復設定されていた。2012年2月下旬にトイレの取り付けなどの改造が完了し、ほぼ同時期に東海道本線の運用から撤退した。東海道本線では回送列車としてのみ走行する。

373系
飯田線の特急「伊那路」などで使用される特急型車両。定期列車時代の快速「ムーンライトながら」や大垣駅 - 米原駅間の普通の一部、ホームライナーに使用されていた。

キハ58系気動車・キハ40系気動車
名古屋車両区所属。1999年までラッシュ時に武豊線へ直通する快速で使用されていた。

キハ75形気動車
1999年から2015年まで運用。武豊線に直通する快速・区間快速・普通（朝と深夜）に使用されていた。また、名古屋駅発の東海道線上り最終列車の大府行き普通にも使用されていた。

キハ25形気動車
2011年から2015年までキハ75形と同じく武豊線に直通する列車に使用されていた。また、名古屋駅発の東海道線上り最終列車の大府行き普通にも使用されていた。

221系・223系・225系
2016年3月改正まで、大垣駅に乗り入れていた京阪神快速に使用されていた。221系・223系は上述の113系に代わって2004年10月から、225系は2011年から乗り入れを開始していた。223系は1000・2000番台が225系と、6000番台が221系と共通運用であった。

311系
1989年3月に運用を開始し、2025年6月30日で運用を終了した。313系が登場するまでは専ら本系列が新快速に使用されていた。運行終了時点では普通を主体に、ラッシュ時の一部の快速系列車にも使用されていた。313系0・300・1000・1100・3000・5300番台との併結運用もあった。運用範囲は豊橋駅 - 米原駅間であったが、2024年度のダイヤ改正までは浜松駅や静岡駅まで乗り入れていた。1999年12月改正直後は一部の特別快速にも使用されていた。1990年代初頭において、臨時快速「ナイスホリデー近江路」でJR西日本北陸本線長浜駅まで乗り入れていた。
- 113系
- 117系
- 211系
- 373系
- キハ75形気動車
- キハ25形気動車
- 311系

## 割引乗車券
2005年（平成17年）1月8日、JR東海は豊橋駅 - 金山駅・名古屋駅間で往復割引乗車券「名古屋往復きっぷ」「豊橋往復きっぷ」の販売を開始した（当時は平日用1,800円・土休日用1,500円、2019年10月現在は平日用1,900円・土休日用1,560円）。この乗車券に加えて片道500円（2019年10月現在は平日520円・土休日400円、こども半額）の追加料金で、東海道新幹線（こだま全列車と豊橋停車のひかり）豊橋駅 - 名古屋駅間の普通車自由席の利用も可能とされた。これに対抗する形で名鉄でも2月1日から同区間に2枚回数券「なごや特割2」（平日用1,800円・土休日用1,500円、2019年10月現在は平日用1,780円・土休日用1,560円）を設定した。
同年10月1日には、「名古屋往復きっぷ」「豊橋往復きっぷ」の範囲を豊橋ゾーン（二川駅・豊橋駅、飯田線豊川駅） - 名古屋市内（名古屋駅、中央本線新守山駅、関西本線春田駅）間に拡大。さらに新城ゾーン（飯田線本長篠駅・新城駅） - 名古屋市内（名古屋駅、新守山駅、春田駅）間で「名古屋往復きっぷ」「新城・本長篠往復きっぷ」の販売を開始した（当時は平日用1,900円・土休日用1,600円、2019年10月現在は平日用2,000円・土休日用1,680円）。この乗車券も500円（同上）の追加料金で新幹線自由席を利用可能とした。名鉄では、特にこれに対しては対応していない。

## データ

### 路線データ
本項で説明する範囲の路線データは以下のとおりである。
- 管轄・路線距離（営業キロ）
  - 東海旅客鉄道（第一種鉄道事業者）
    - 豊橋駅 - 米原駅間152.3 km（金山駅 - 名古屋駅間3.3 kmは中央本線と重複）[注 12]
    - 大垣駅 - （新垂井） - 関ケ原駅間13.8 km（下り専用の勾配緩和線、通称：新垂井線[55][注 13]）
      - 西日本旅客鉄道（JR西日本）近畿統括本部が管轄する米原駅付近をのぞいて、JR東海東海鉄道事業本部の管轄

  - 日本貨物鉄道（第二種鉄道事業）
    - 豊橋駅 - 米原駅間（距離数および重複区間は、東海旅客鉄道と同じ）
    - 南荒尾信号場 - （新垂井） - 関ケ原駅間10.7 km
- 軌間：1,067 mm
- 駅数：43（うち貨物専用駅1）
- 複線区間
  - 複々線：名古屋駅 - 稲沢駅間
  - 複線：豊橋駅 - 名古屋駅間、稲沢駅 - 米原駅間[注 12]
  - 単線：南荒尾信号場 - （新垂井） - 関ケ原駅間[注 13]
- 電化区間：全線（直流1,500 V）
- 閉塞方式：自動閉塞式
- 保安装置：ATS-PT（米原駅構内のみATS-P）
- 運転指令所：東海総合指令所
- 最高速度：
  - 豊橋駅 - 米原駅間 120 km/h
  - 南荒尾信号場 - 垂井駅 - 関ケ原駅間（下り線のみ）85 km/h
- IC乗車カード対応区間：豊橋駅 - 米原駅間[56]
- 2020年度の混雑率：下り 93%（熱田駅→名古屋駅 7:46-8:46）、上り 85%（枇杷島駅→名古屋駅 7:45-8:45）[57]

## 駅一覧
この節では、豊橋駅 - 米原駅間の設置駅（貨物駅含む）と営業キロ・接続路線・停車列車を一覧で示し、また過去に存在した接続路線についても列挙する。なお廃止となった駅・信号場については「東海道本線#廃駅」を参照。
- 営業キロは東海道本線起点の東京駅からのほか、東海旅客鉄道管轄エリアの起点である熱海駅からの営業キロを併記する。
- （貨） ： 貨物専用駅、名：特定都区市内制度における「名古屋市内」の駅
- 停車駅
  - 普通 ： すべての旅客駅に停車
  - 区間快速・快速・新快速・特別快速・ホームライナー ： ●印の駅は全列車が停車、▲印の駅は一部の列車が停車、△印の駅は土休日のみ一部の列車が停車、｜印の駅は全列車が通過、＊印の駅は臨時停車駅（後述）
    - 区間快速・快速・新快速・特別快速はいずれも豊橋駅以東（浜松駅方面）は全旅客駅に停車

  - 特急（ひだ・しらさぎ）：列車記事参照。なお、寝台特急は本表の区間に停車駅なし。
- 接続路線 ： 括弧内の英数字は駅番号。駅名が異なる場合は⇒印の後に駅名を示す。またJR東海では東海道本線、東北本線など正式路線名で案内しているため、本表もこれに準じて示す。
- 駅番号は静岡地区からの通し番号となっている（CA00は熱海駅）。

| 駅番号               | 駅名                       | 駅間 営業 キロ       | 累計 営業キロ        | 累計 営業キロ        | 区間快速                 | 快速                     | 新快速                   | 特別快速                 | ホームライナー           | 接続路線・備考 | 所在地                   | 所在地                   | 所在地                   |          |
| 駅番号               | 駅名                       | 駅間 営業 キロ       | 熱海 から            | 東京 から            | 区間快速                 | 快速                     | 新快速                   | 特別快速                 | ホームライナー           | 接続路線・備考 | 所在地                   | 所在地                   | 所在地                   |          |
| -------------------- | -------------------------- | -------------------- | -------------------- | -------------------- | ------------------------ | ------------------------ | ------------------------ | ------------------------ | ------------------------ | --- | ------------------------ | ------------------------ | ------------------------ | -------- |
| 熱海方面直通運転区間 | 熱海方面直通運転区間       | 熱海方面直通運転区間 | 熱海方面直通運転区間 | 熱海方面直通運転区間 | CA 東海道本線 浜松駅まで | CA 東海道本線 浜松駅まで | CA 東海道本線 浜松駅まで | CA 東海道本線 浜松駅まで | CA 東海道本線 浜松駅まで | CA 東海道本線 浜松駅まで | CA 東海道本線 浜松駅まで | CA 東海道本線 浜松駅まで | CA 東海道本線 浜松駅まで |          |
| CA42                 | 豊橋駅                     | -                    | 189.0                | 293.6                | ●                        | ●                        | ●                        | ●                        |                          | 東海旅客鉄道： 東海道新幹線・CA 東海道本線〈浜松方面〉・CD 飯田線 (CD00) 名古屋鉄道：NH 名古屋本線 (NH01) 豊橋鉄道：■ 渥美線（新豊橋駅: 1） 豊橋鉄道：■ 東田本線（駅前停留場: 1）                                                                          | 愛知県                   | 豊橋市                   | 豊橋市                   |          |
| CA43                 | 西小坂井駅                 | 4.8                  | 193.8                | 298.4                | ●                        | ｜                       | ｜                       | ｜                       |                          | | 愛知県                   | 豊川市                   | 豊川市                   |          |
| CA44                 | 愛知御津駅                 | 3.7                  | 197.5                | 302.1                | ●                        | ｜                       | ｜                       | ｜                       |                          | | 愛知県                   | 豊川市                   | 豊川市                   |          |
| CA45                 | 三河大塚駅                 | 3.1                  | 200.6                | 305.2                | ●                        | ｜                       | △                        | ｜                       |                          | | 愛知県                   | 蒲郡市                   | 蒲郡市                   |          |
| CA46                 | 三河三谷駅                 | 3.1                  | 203.7                | 308.3                | ●                        | ▲                        | ▲                        | ｜                       |                          | | 愛知県                   | 蒲郡市                   | 蒲郡市                   |          |
| CA47                 | 蒲郡駅                     | 2.3                  | 206.0                | 310.6                | ●                        | ●                        | ●                        | ●                        |                          | 名古屋鉄道：GN 蒲郡線 (GN22) | 愛知県                   | 蒲郡市                   | 蒲郡市                   |          |
| CA48                 | 三河塩津駅                 | 2.3                  | 208.3                | 312.9                | ●                        | ｜                       | ｜                       | ｜                       |                          | 名古屋鉄道：GN 蒲郡線（蒲郡競艇場前駅: GN21） | 愛知県                   | 蒲郡市                   | 蒲郡市                   |          |
| CA49                 | 三ケ根駅                   | 2.6                  | 210.9                | 315.5                | ●                        | ｜                       | ｜                       | ｜                       |                          | | 愛知県                   | 額田郡                   | 幸田町                   |          |
| CA50                 | 幸田駅                     | 3.0                  | 213.9                | 318.5                | ●                        | ▲                        | ▲                        | ▲                        |                          | | 愛知県                   | 額田郡                   | 幸田町                   |          |
| CA51                 | 相見駅                     | 3.1                  | 217.0                | 321.6                | ●                        | ｜                       | ｜                       | ｜                       |                          | | 愛知県                   | 額田郡                   | 幸田町                   |          |
| CA52                 | 岡崎駅                     | 4.3                  | 221.3                | 325.9                | ●                        | ●                        | ●                        | ●                        |                          | 愛知環状鉄道：■ 愛知環状鉄道線 (01) | 愛知県                   | 岡崎市                   | 岡崎市                   |          |
| CA53                 | 西岡崎駅                   | 4.2                  | 225.5                | 330.1                | ｜                       | ｜                       | ｜                       | ｜                       |                          | | 愛知県                   | 岡崎市                   | 岡崎市                   |          |
| CA54                 | 安城駅                     | 3.6                  | 229.1                | 333.7                | ●                        | ●                        | ●                        | ●                        |                          | | 愛知県                   | 安城市                   | 安城市                   |          |
| CA55                 | 三河安城駅                 | 2.6                  | 231.7                | 336.3                | ｜                       | ｜                       | ｜                       | ｜                       |                          | 東海旅客鉄道： 東海道新幹線 | 愛知県                   | 安城市                   | 安城市                   |          |
| CA56                 | 東刈谷駅                   | 1.8                  | 233.5                | 338.1                | ｜                       | ｜                       | ｜                       | ｜                       |                          | | 愛知県                   | 刈谷市                   | 刈谷市                   |          |
| CA57                 | 野田新町駅                 | 1.6                  | 235.1                | 339.7                | ｜                       | ｜                       | ｜                       | ｜                       |                          | | 愛知県                   | 刈谷市                   | 刈谷市                   |          |
| CA58                 | 刈谷駅                     | 1.9                  | 237.0                | 341.6                | ●                        | ●                        | ●                        | ●                        |                          | 名古屋鉄道：MU 三河線 (MU02) | 愛知県                   | 刈谷市                   | 刈谷市                   |          |
| CA59                 | 逢妻駅                     | 1.9                  | 238.9                | 343.5                | ｜                       | ｜                       | ｜                       | ｜                       |                          | | 愛知県                   | 刈谷市                   | 刈谷市                   |          |
| CA60                 | 大府駅                     | 3.0                  | 241.9                | 346.5                | ●                        | ●                        | ●                        | ｜                       |                          | 東海旅客鉄道：CE 武豊線 (CE00) | 愛知県                   | 大府市                   | 大府市                   |          |
| CA61                 | 共和駅                     | 3.0                  | 244.9                | 349.5                | ●                        | ●                        | ｜                       | ｜                       |                          | | 愛知県                   | 大府市                   | 大府市                   |          |
| CA62                 | 南大高駅 名                | 2.3                  | 247.2                | 351.8                | ｜                       | ｜                       | ｜                       | ｜                       |                          | | 愛知県                   | 名古屋市                 | 緑区                     |          |
| CA63                 | 大高駅 名                  | 1.8                  | 249.0                | 353.6                | ｜                       | ｜                       | ｜                       | ｜                       |                          | | 愛知県                   | 名古屋市                 | 緑区                     |          |
| CA64                 | 笠寺駅 名                  | 3.2                  | 252.2                | 356.8                | ＊                       | ＊                       | ＊                       | ＊                       |                          | 名古屋臨海鉄道：東港線（貨物線） | 愛知県                   | 名古屋市                 | 南区                     |          |
| CA65                 | 熱田駅 名                  | 4.0                  | 256.2                | 360.8                | ＊                       | ＊                       | ＊                       | ＊                       |                          | | 愛知県                   | 名古屋市                 | 熱田区                   |          |
| CA66                 | 金山駅 名                  | 1.9                  | 258.1                | 362.7                | ●                        | ●                        | ●                        | ●                        |                          | 東海旅客鉄道：CF 中央本線 (CF01) 名古屋鉄道：NH 名古屋本線 (NH34) 名古屋市営地下鉄： 名城線 (M01)・ 名港線 (E01) | 愛知県                   | 名古屋市                 | 中区                     |          |
| CA67                 | 尾頭橋駅 名                | 0.9                  | 259.0                | 363.6                | ｜                       | ＊                       | ＊                       | ＊                       |                          | （中央本線には駅が設置されていない） | 愛知県                   | 名古屋市                 | 中川区                   |          |
| CA68                 | 名古屋駅 名                | 2.4                  | 261.4                | 366.0                | ●                        | ●                        | ●                        | ●                        | ●                        | 東海旅客鉄道： 東海道新幹線・CF 中央本線 (CF00)・CJ 関西本線 (CJ00) 名古屋臨海高速鉄道：●AN あおなみ線 (AN01) 名古屋市営地下鉄： 東山線 (H08)・ 桜通線 (S02) 名古屋鉄道：NH 名古屋本線（名鉄名古屋駅: NH36） 近畿日本鉄道：E 名古屋線（近鉄名古屋駅: E01） | 愛知県                   | 名古屋市                 | 中村区                   |          |
| CA69                 | 枇杷島駅                   | 4.0                  | 265.4                | 370.0                | ｜                       | ｜                       | ｜                       | ｜                       | ｜                       | JR東海交通事業：■ 城北線 | 愛知県                   | 清須市                   | 清須市                   |          |
|                      | 五条川信号場               | -                    | 267.4                | 372.0                | ｜                       | ｜                       | ｜                       | ｜                       | ｜                       | | 愛知県                   | 清須市                   | 清須市                   |          |
| CA70                 | 清洲駅                     | 3.8                  | 269.2                | 373.8                | ｜                       | ｜                       | ｜                       | ｜                       | ｜                       | | 愛知県                   | 稲沢市                   | 稲沢市                   |          |
| CA71                 | 稲沢駅                     | 3.3                  | 272.5                | 377.1                | ｜                       | ▲                        | ｜                       | ｜                       | ｜                       | | 愛知県                   | 稲沢市                   | 稲沢市                   |          |
| CA72                 | 尾張一宮駅                 | 6.0                  | 278.5                | 383.1                | ●                        | ●                        | ●                        | ●                        | ●                        | 名古屋鉄道：NH 名古屋本線・BS 尾西線（名鉄一宮駅: NH50） | 愛知県                   | 一宮市                   | 一宮市                   |          |
| CA73                 | 木曽川駅                   | 5.5                  | 284.0                | 388.6                | ｜                       | ｜                       | ｜                       | ｜                       | ｜                       | | 愛知県                   | 一宮市                   | 一宮市                   |          |
| CA74                 | 岐阜駅                     | 7.7                  | 291.7                | 396.3                | ●                        | ●                        | ●                        | ●                        | ●                        | 東海旅客鉄道：CG 高山本線 (CG00) 名古屋鉄道：NH 名古屋本線・KG 各務原線（名鉄岐阜駅: NH60） | 岐阜県                   | 岐阜市                   | 岐阜市                   |          |
| CA75                 | 西岐阜駅                   | 3.2                  | 294.9                | 399.5                | ●                        | ●                        | ●                        | ●                        | ｜                       | | 岐阜県                   | 岐阜市                   | 岐阜市                   |          |
|                      | （貨）岐阜貨物ターミナル駅 | 1.2                  | 296.1                | 400.7                | ｜                       | ｜                       | ｜                       | ｜                       | ｜                       | | 岐阜県                   | 岐阜市                   | 岐阜市                   |          |
| CA76                 | 穂積駅                     | 1.6                  | 297.7                | 402.3                | ●                        | ●                        | ●                        | ●                        | ●                        | | 岐阜県                   | 瑞穂市                   | 瑞穂市                   |          |
| CA77                 | 大垣駅                     | 7.7                  | 305.4                | 410.0                | ●                        | ●                        | ●                        | ●                        | ●                        | 東海旅客鉄道：■ 東海道本線（美濃赤坂線・新垂井線） 養老鉄道：■ 養老線 樽見鉄道：■ 樽見線 (TR01) | 岐阜県                   | 大垣市                   | 大垣市                   |          |
|                      | 南荒尾信号場               | -                    | 308.5                | 413.1                | ｜                       | ｜                       | ｜                       | ｜                       |                          | （美濃赤坂線・新垂井線との実際の分岐点） | 岐阜県                   | 大垣市                   | 大垣市                   |          |
| CA78                 | 垂井駅                     | 8.1                  | 313.5                | 418.1                | ●                        | ●                        | ●                        | ●                        |                          | | 岐阜県                   | 不破郡                   | 垂井町                   | 垂井町   |
| CA79                 | 関ケ原駅                   | 5.7                  | 319.2                | 423.8                | ●                        | ●                        | ●                        | ●                        |                          | ■ 東海道本線（新垂井線） | 岐阜県                   | 不破郡                   | 関ケ原町                 | 関ケ原町 |
| CA80                 | 柏原駅                     | 7.1                  | 326.3                | 430.9                | ●                        | ●                        | ●                        | ●                        |                          | | 滋賀県                   | 米原市                   | 米原市                   |          |
| CA81                 | 近江長岡駅                 | 4.3                  | 330.6                | 435.2                | ●                        | ●                        | ●                        | ●                        |                          | | 滋賀県                   | 米原市                   | 米原市                   |          |
| CA82                 | 醒ケ井駅                   | 4.6                  | 335.2                | 439.8                | ●                        | ●                        | ●                        | ●                        |                          | | 滋賀県                   | 米原市                   | 米原市                   |          |
| CA83                 | 米原駅                     | 6.1                  | 341.3                | 445.9                | ●                        | ●                        | ●                        | ●                        |                          | 東海旅客鉄道： 東海道新幹線 西日本旅客鉄道： 東海道本線（京都方面）・北陸本線 (JR-A12)・ 近江鉄道：■ 本線 (OR01) | 滋賀県                   | 米原市                   | 米原市                   |          |

1. ↑  1988年1月30日までは東海旅客鉄道岡多線。
2. ↑  1984年10月5日までは日本国有鉄道樽見線。
3. ↑  東海道本線・北陸本線は、JR西日本では愛称の「琵琶湖線」と案内。

- 逢妻駅 - 大府駅の間で愛知県知多郡東浦町を、笠寺駅 - 熱田駅の間で愛知県名古屋市瑞穂区を、木曽川駅 - 岐阜駅の間で岐阜県羽島郡笠松町・岐南町を、穂積駅 - 大垣駅の間で岐阜県安八郡安八町をそれぞれ通るが、いずれも当該区間内に駅はない。また名古屋駅 - 枇杷島駅の一部区間は愛知県名古屋市中村区と西区との境界付近を通る。
- ＊印の臨時停車の解説
  - 笠寺駅：名古屋市総合体育館（日本ガイシホール）で大規模イベントがある場合に限り、一部の列車が臨時停車。
  - 熱田駅：正月三が日に熱田神宮への初詣客のため、一部の列車が臨時停車。
  - 尾頭橋駅：中央競馬GI競走開催日（日本ダービー・有馬記念等）に場外馬券売場（ウインズ名古屋）へ向かう競馬ファンのため、一部の快速・新快速・特別快速が臨時停車。

### 過去の接続路線
| 駅名               | 接続路線                                             | 休廃止年月日                                 |
| ------------------ | ---------------------------------------------------- | -------------------------------------------- |
| 岡崎駅             | 名古屋鉄道：西尾線（岡崎新駅）                       | 1943年12月16日休止                           |
| 岡崎駅             | 名古屋鉄道：岡崎市内線・福岡線（岡崎駅前駅）         | 1962年6月17日廃止                            |
| 安城駅             | 名古屋鉄道：安城支線                                 | 1961年7月30日廃止                            |
| 笠寺駅             | 名古屋市電：笠寺延長線・東臨港線（笠寺駅前電停）     | 1974年3月31日廃止                            |
| 熱田駅             | 名古屋市電：築港線（熱田駅前電停）                   | 1971年12月1日廃止                            |
| 熱田駅             | 名古屋市電：熱田線（熱田駅前電停）                   | 1974年2月16日廃止                            |
| 名古屋駅（移転前） | 中村電気軌道（明治橋電停）                           | 1936年5月24日休止                            |
| 名古屋駅（移転前） | 名古屋市電：栄町線・堀内町線（笹島町電停）           | （1937年2月1日の名古屋駅移転により接続解消） |
| 名古屋駅（現在地） | 名古屋市電：桜町西線（名古屋駅乗車口前電停）         | 1943年3月20日廃止                            |
| 名古屋駅（現在地） | 名古屋市電：笹島線・広井町線（名古屋駅乗車口前電停） | 1943年5月8日廃止                             |
| 名古屋駅（現在地） | 名古屋市電：広井町線（名古屋駅前電停）               | 1972年3月1日廃止                             |
| 尾張一宮駅         | 名古屋鉄道：起線（新一宮電停）                       | 1952年12月24日廃止                           |
| 岐阜駅             | 名古屋鉄道：岐阜市内線（岐阜駅前駅）                 | 2003年12月1日休止 2005年4月1日廃止           |

- 金山駅では名古屋市電熱田線の金山橋電停が中央線と接続していたが、東海道線の金山駅が開業する前に廃止されている。

### 新駅設置計画
大府駅 - 共和駅間に新駅を設置する構想が大府市にあり、1989年（平成元年）よりJR東海と協議を行っている。
大府市では1991年（平成3年）に策定された第三次総合計画に新駅構想が盛り込まれ、1993年（平成5年）より着手された隣接地の土地区画整理事業では線路両側計7000平米を新駅用地として確保するよう区画整理組合に依頼した。2023年（令和5年）時点では線路両側のロータリー道路のみが整備されている。
建設費は用地取得に36億円、駅舎建設に24億円と見積もられていた（2016年当時。うち36億円は支出済）。大府市側は堅調な財政から事業費負担は可能と見込むが、JR東海との協議が捗らず、開業の目途はたっていない。